# Ekaterina Šumilova
Ekaterina Evgen'evna Šumilova (in russo Екатерина Евгеньевна Шумилова?; Solikamsk, 25 ottobre 1986) è un'ex biatleta russa.

## Biografia
Ekaterina Šumilova, attiva dalla stagione 2006-2006, ai Mondiali juniores di Presque Isle 2006 ha vinto la medaglia di bronzo nella staffetta; in Coppa del Mondo ha esordito il 28 febbraio 2007 a Lahti in individuale (52ª) e ha ottenuto il primo podio il 9 dicembre 2012 a Hochfilzen in staffetta (3ª). Ha esordito ai Campionati mondiali a Nové Město na Moravě 2013, dove si è classificata 15ª nella sprint, 29ª nell'inseguimento, 29ª nella partenza in linea e 4ª nella staffetta, e ai Giochi olimpici invernali a Soči 2014, sua unica presenza olimpica, dove si è piazzata 50ª nella sprint, 46ª nell'inseguimento mentre nella staffetta la squadra russa, alla quale era stata inizialmente assegnata la medaglia d'argento, è stata squalificata.
Ai Mondiali di Kontiolahti 2015 si è piazzata 6ª nella sprint, 4ª nell'inseguimento, 10ª nella partenza in linea mentre nella staffetta la squadra russa è stata squalificata; ha ottenuto l'ultimo podio in Coppa del Mondo il 24 gennaio 2016 ad Anterselva in staffetta (3ª) e ai successivi Mondiali di Oslo 2016, sua ultima presenza iridata, è stata 35ª nell'individuale e 7ª nella staffetta mista. Si è ritirata al termine della stagione 2016-2017 e la sua ultima gara in carriera è stata l'inseguimento di Coppa del Mondo disputato l'11 marzo a Kontiolahti, chiuso dalla Šumilova al 42º posto.

## Palmarès

### Mondiali juniores
- 1 medaglia:
  - 1 bronzo (staffetta a Presque Isle 2006)

### Europei
- 5 medaglie:
  - 1 oro (inseguimento a Otepää 2015)
  - 1 argento (staffetta a Brezno-Osrbile 2012)
  - 3 bronzi (inseguimento, staffetta a Otepää 2010; sprint a Otepää 2015)

### Coppa del Mondo
- Miglior piazzamento in classifica generale: 26ª nel 2015
- 4 podi (tutti a squadre):
  - 2 secondi posti
  - 2 terzi posti

## Onorificenze

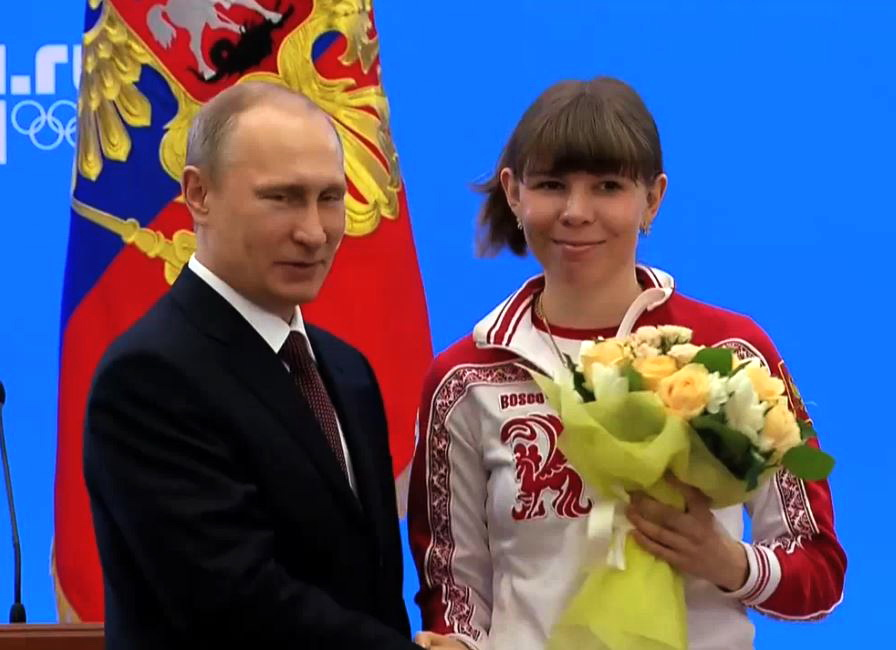
Il conferimento della medaglia dell'ordine al merito per la Patria di I Classe a Ekaterina Šumilova da parte di Vladimir Putin